# ليمان يونغ
ليمان يونغ (بالإنجليزية: Lyman Young)‏ هو فنان قصص مصورة ورسام كارتون أمريكي، ولد في 20 أكتوبر 1893 في شيكاغو في الولايات المتحدة، وتوفي في 12 فبراير 1984 في بورت أنجلوس في الولايات المتحدة.